# 나만갑
나만갑(羅萬甲, 1592년~1642년)은 조선의 문신이다. 병자호란 당시 남한산성에서 인조를 호종했다.

## 저서
- 《병자록》(丙子錄)